# Вениамин (Иванов)
Епископ Вениамин (в миру Виктор Ананьевич Иванов; 10 [22] сентября 1886, Одесса, Херсонская губерния — 22 октября 1937, Восточно-Казахстанская область) — архиерей Русской православной церкви, епископ Саратовский и Петровский.

## Биография
Родился в семье священника Анания Иванова [? — 3.07.1899]. В 1902 году окончил Елисаветградское духовное училище, затем в 1909 году — Одесскую духовную семинарию и был рекомендован к поступлению в духовную академию. В 1913 году окончил Казанскую Духовную Академию со степенью кандидата богословия.
В 1914—1917 годы состоял епархиальным миссионером Херсонской епархии.
В сан диакона возведен 27 февраля 1915 года в Крестовой церкви Одесского Архиерейского дома. В сан священника рукоположен 1 марта 1915 года в Одесском Спасо-Преображенском соборе.
17 марта 1915 года награждён скуфьёй, в марте 1917 года — камилавкой.
С 17 апреля 1917 года определен 2-м священником к Одесской Архангело-Михайловской церкви на Молдаванке.
В 1922 году назначен настоятелем Свято-Алексеевского храма в Одессе.
С 1926—1933 годы проживал в Курске.
Перед хиротонией архиепископом Онуфрием (Гагалюком) пострижен в монашество.
14 августа 1933 года хиротонисан во епископа Петропавловского, викария Омской епархии. Хиротонию совершали: митрополит Горьковский Сергий (Страгородский), архиепископ Саратовский Афанасий (Малинин) и епископы: Крымско-Симферопольский Порфирий (Гулевич), Коломенский Петр (Руднев), Каширский Иннокентий (Клодецкий), Камышинский Георгий (Садковский).
С января 1936 года по август епархий не управлял.
С 23 сентября 1936 года — епископ Саратовский и Петровский. Прибыл в Саратов 17 октября 1936 года.
10 февраля 1937 года был арестован. 20 октября 1937 года приговорён к расстрелу и вскоре расстрелян. Приговор был приведен в исполнение 22 октября 1937 года в 0 часов 35 минут.
В 1961 году из Северо-Казахстанской области получена официальная справка о смерти епископа Вениамина якобы от цирроза печени 13.3.1945 г.